# Andreu (voornaam)
Andreu is de Catalaanse variant van de jongensnaam Andreas.

## Bekende naamdragers
- Andreu Alfaro, Spaans beeldhouwer
- Andreu Fontàs, Spaans voetballer